# Confide in Me: The Irresistible Kylie
Confide in Me: The Irresistible Kylie je kompilacijski album australske pjevačice Kylie Minogue. Album je objavljen pod diskografskom kućom Music Club 16. srpnja 2007. godine u Ujedinjenom Kraljevstvu. Na albumu je svaka pjesma s Kylienih albuma objavljenih pod diskografskom kućom Deconstruction Records: Kylie Minogue iz 1994. godine i Impossible Princess iz 1997. godine, kao i B-strane pjesama. 

## Popis pjesama
- Disk jedan

1. "Confide in Me" - 5:51
2. "Put Yourself in My Place" - 4:54
3. "Where Is the Feeling?" (Brothers In Rhythm Mix) - 4:11
4. "If I Was Your Lover" - 4:45
5. "Some Kind of Bliss" - 4:12
6. "Did It Again" - 4:22
7. "Breathe" - 4:37
8. "If You Don't Love Me" - 2:12
9. "Tears" - 4:28
10. "Gotta Move On" - 3:35
11. "Difficult by Design" - 3:43
12. "Stay This Way" - 4:34
13. "This Girl" - 3:08
14. "Automatic Love" - 4:45
15. "Where Has the Love Gone?" - 7:46
16. "Surrender" - 4:25
17. "Dangerous Game" - 5:30

- Disk 2

1. "Time Will Pass You By" - 5:26
2. "Falling" - 6:43
3. "Nothing Can Stop Us" - 4:06
4. "Love Is Waiting" - 4:48
5. "Cowboy Style" - 4:44
6. "Say Hey" - 3:37
7. "Drunk" - 3:59
8. "I Don't Need Anyone" - 3:14
9. "Jump" - 4:04
10. "Limbo" - 4:05
11. "Through the Years" - 4:20
12. "Dreams" - 3:44
13. "Too Far" - 4:43
14. "Confide in Me" (Brothers in Rhythm Mix) - 10:28
15. "If You Don't Love Me" (Acoustic version) - 2:10
16. "Falling" (Alternative Mix) - 8:40